# Pseudochthonius squamosus
Pseudochthonius squamosus es una especie extinta de arácnido  del orden Pseudoscorpionida de la familia Chthoniidae.

## Distribución geográfica
Se encontraba en el Ámbar dominicano.